# Boeing KC-46 Pegasus
El Boeing KC-46 Pegasus és una versió de l'avió Boeing 767-200 amb una cabina de vol derivada de la del Boeing 787 que es fa servir per a l'abastament en vol.

## Història
El 24 de febrer 2011, l'avió fou seleccionat per les Forces Aèries dels Estats Units (USAF) com a guanyador de la licitació d'avions d'abastament KC-X per substituir els antics Boeing KC-135 Stratotanker després de l'anul·lació el 2006 del contracte del Boeing KC-767.
La producció començà el setembre del 2013. Estava previst que les primeres 18 unitats fossin lliurades el 2017 i entressin en servei el 2018, però el programa patí retards. 161 altres avions encarregats han de ser entregats fins al 2028.
El juliol del 2015, Boeing anuncia que assumiria una segona càrrega de 536 milions de dòlars sobre els seus resultats a causa de problemes en el sistema d'alimentació de combustible, fet que portava la càrrega total a 1.300 milions de dòlars abans d'impostos. Segons els analistes, Boeing hauria estimat a la baixa els costos de desenvolupament per derrotar Airbus en la pugna pel contracte.
El desembre del 2018, el Japó n'encarregà dues unitats per a la Força Aèria d'Autodefensa del Japó, la segona de les quals s'ha d'entregar el 2021.
Les USAF reberen el seu primer aparell el 10 de gener del 2019 amb restrictions d'ús.